# Bealanana (district)
Bealanana is een district van Madagaskar in de regio Sofia. Het district telt 135.502 inwoners (2011) en heeft een oppervlakte van 6.543 km², verdeeld over 13 gemeentes. De hoofdplaats is Bealanana. Het district leeft vooral van de vele rijstoogsten. 